# Sphaerophorus
Sphaerophorus Pers. (widlina) – rodzaj grzybów z rodziny Sphaerophoraceae. Ze względu na współżycie z glonami zaliczany jest do grupy porostów.

## Systematyka i nazewnictwo
Pozycja w klasyfikacji według Index Fungorum: Sphaerophoraceae, Lecanorales, Lecanoromycetidae, Lecanoromycetes, Pezizomycotina, Ascomycota, Fungi.
Synonimy nazwy naukowej: Baeoderma Vain., Sphaerophoronomyces Cif. & Tomas., Sphaerophorum Schrad., Syrigosis Neck. ex Kremp., Thysanophoron Stirt.
Nazwa polska według W. Fałtynowicza.

## Gatunki występujące w Polsce
- Sphaerophorus fragilis (L.) Pers. 1794 – widlina krucha
- Sphaerophorus globosus (Huds.) Vain. 1903 – widlina kulista

Nazwy naukowe na podstawie Index Fungorum. Nazwy polskie według W. Fałtynowicza.